# Dadlington
Dadlington – wieś w Anglii, w hrabstwie Leicestershire, w dystrykcie Hinckley and Bosworth, w civil parish Sutton Cheney. Leży 5 km od Market Bosworth. W 1931 roku civil parish liczyła 200 mieszkańców.